# Dichrogaster bicolor
Dichrogaster bicolor är en stekelart som först beskrevs av Joseph Augustine Cushman 1924.  Dichrogaster bicolor ingår i släktet Dichrogaster och familjen brokparasitsteklar. Inga underarter finns listade i Catalogue of Life.